# Maicol Berretti
Maicol Berretti (1º maggio 1989) è un calciatore sammarinese, centrocampista del Monte Grimano Terme.

## Carriera

### Club
Cresciuto nelle giovanili del San Marino, nell'estate 2007 è stato girato in prestito al Santarcangelo, club del campionato italiano di Serie D. Stante le regole del campionato sammarinese che permettono il doppio tesseramento, per la stagione 2007-2008 si è legato anche ai connazionali del Pennarossa.
Il 30 luglio 2009 è tornato al San Marino, dove ha disputato la stagione seguente. Dopo una breve parentesi nel 2010 al Castellarano, nello stesso anno ha fatto ritorno al Pennarossa.

### Nazionale
Ha esordito nella nazionale sammarinese il 21 novembre 2007, contro la Slovacchia, in un incontro perso 0-5 dai biancazzurri; convocato a 18 anni, Berretti è subentrato al 61' al posto di Gianluca Bollini.
Ha poi giocato altre partite di qualificazione al campionato del mondo 2010.